# Petinomys
Petinomys is een geslacht van eekhoorns dat tot de vliegende eekhoorns en daarbinnen tot de Glaucomyina behoort. De nauwste verwant van dit geslacht is waarschijnlijk Hylopetes; verschillende soorten zijn tussen deze twee geslachten uitgewisseld. Petinomys komt voor van India tot Groot-Mindanao in de Filipijnen.

## Soorten
Er worden 8 soorten in dit geslacht geplaatst:
- Petinomys crinitus (Basilan in de Filipijnen)
- Petinomys fuscocapillus (Zuid-India en Sri Lanka)
- Petinomys genibarbis (Maleisisch schiereiland, Sumatra, Java en Borneo)
- Petinomys hageni (Borneo en Sumatra)
- Petinomys lugens (Sipora en Noord-Pagai ten westen van Sumatra)
- Petinomys mindanensis (Mindanao, Dinagat en Siargao in de Filipijnen)
- Petinomys setosus (Myanmar en Thailand tot het Maleisisch schiereiland, Sumatra en Borneo)
- Petinomys vordermanni (Zuid-Myanmar en Thailand tot het Maleisisch schiereiland en Borneo)